# Nekrolog Juli 2021
Nekrolog
◄◄
| ◄
| 2017
| 2018
| 2019
| 2020
| 2021 | 2022 | 2023 | 2024 | 2025
Januar |
Februar |
März |
April |
Mai |
Juni |
Juli |
August |
September |
Oktober |
November |
Dezember 2021
Weitere Ereignisse | Allgemeiner Nekrolog 2021
Die Beschreibung der verstorbenen Person sollte so kurz wie möglich gehalten sein und nur deren signifikante Tätigkeit(en) enthalten.
Neue Namen ggf. auch unter dem Geburts- und Sterbedatum, also etwa unter 1. Januar und im Geburts- und Sterbejahr (2024) eintragen (nur bei entsprechender großer Wichtigkeit). Für Beispiele siehe die schon vorhandenen Artikel.
Außerdem über die fünf zuletzt Verstorbenen, zu denen es einen ausreichend guten Artikel für eine Präsentation auf der Hauptseite gibt, nach der todesbedingten Überarbeitung der Artikel ggf. auch unter Wikipedia Diskussion:Hauptseite informieren und sie am besten auch in den anderen Wikipedia-Sprachversionen eintragen. Tipp: Regelmäßig bei news.google.de nach „ist tot“, „gestorben“ oder „verstorben“ suchen.
Wenn eine Person gestorben ist, gibt es viele Seiten zu dieser Person in der Wikipedia, die davon auch betroffen sind und entsprechend aktualisiert werden müssen. Beispiele: Namenübersichtsseite, Geburtsjahr, Geburtsort-Seiten und viele mehr.
Wie finde ich die betroffenen Seiten?
Im Suchfeld auf der linken Seite gibt man den Suchbegriff so ein: „Vorname Nachname“. Dann klickt man auf Volltext und alle Seiten mit entsprechendem Suchtext werden aufgerufen. Hier sieht man dann schnell, wo auch das Todesjahr Sinn macht oder sogar ein Teil des Artikels angepasst werden muss. Auch hilft das „Werkzeug“ auf der linken Seite sehr gut, um solche Seiten aufzufinden: „Links auf diese Seite“. Somit ist die Wikipedia wieder aktuell in allen Bereichen! Hinweis: bei Eintragung der Kategorie „Gestorben JAHR“ wird der Missbrauchsfilter 49 ausgelöst, was jedoch nicht schlimm ist. Siehe: Spezial:Missbrauchsfilter/49
Dies ist eine Liste von im Juli 2021 verstorbenen bekannten Persönlichkeiten. Die Einträge erfolgen innerhalb der einzelnen Daten alphabetisch sortiert. Tiere sind im Nekrolog für Tiere zu finden.

## Juli
Bearbeitungshinweis: Neue Todesfälle bitte nach Tagen geordnet eintragen. Die Todesfälle desselben Tages bitte in alphabetischer Reihenfolge absteigend einfügen.
| Tag      | Name                          | Beruf, bekannt als                                                                | Alter | Beleg |
| -------- | ----------------------------- | --------------------------------------------------------------------------------- | ----- | ----- |
| 31. Juli | Charles Connor                | US-amerikanischer Schlagzeuger                                                    | 86    |       |
| 31. Juli | Terry Cooper                  | englischer Fußballspieler und -trainer                                            | 77    |       |
| 31. Juli | Paul Cotton                   | US-amerikanischer Musiker                                                         | 78    |       |
| 31. Juli | Herbert Haller                | österreichischer Jurist und Verfassungsrichter                                    | 81    |       |
| 31. Juli | Alvin Ing                     | US-amerikanischer Schauspieler                                                    | 89    |       |
| 31. Juli | Clemens Klockner              | deutscher Gesellschaftswissenschaftler und Hochschulpräsident                     | 77    |       |
| 31. Juli | Wiktor Korotejew              | russischer Geologe und Vulkanologe                                                | 84    |       |
| 31. Juli | Rainer Lewalter               | deutscher Jazzmusiker und Autor                                                   | 57    |       |
| 31. Juli | Jerzy Matuszkiewicz           | polnischer Jazzmusiker                                                            | 93    |       |
| 31. Juli | Thomas Nicholls               | britischer Boxer                                                                  | 89    |       |
| 31. Juli | Juri Parijski                 | russischer Astronom                                                               | 89    |       |
| 31. Juli | Martin Perscheid              | deutscher Cartoonist                                                              | 55    |       |
| 31. Juli | Laurens Spethmann             | deutscher Unternehmer                                                             | 91    |       |
| 31. Juli | Mark Tarlov                   | US-amerikanischer Filmproduzent                                                   | 69    |       |
| 31. Juli | Aloys Wobben                  | deutscher Elektroingenieur und Unternehmer                                        | 69    |       |
| 30. Juli | David R. Adams                | US-amerikanischer Mathematiker                                                    | 80    |       |
| 30. Juli | Babu wa Loliondo              | tansanischer Geistlicher und Wunderheiler                                         | 86    |       |
| 30. Juli | Martin Blumenau               | österreichischer Journalist und Hörfunkmoderator                                  | 60    |       |
| 30. Juli | Leopold Chalupa               | deutscher General und Sportfunktionär                                             | 93    |       |
| 30. Juli | Jack Couffer                  | US-amerikanischer Filmschaffender                                                 | 96    |       |
| 30. Juli | Jacob Desvarieux              | französischer Sänger und Gitarrist                                                | 65    |       |
| 30. Juli | Klaus Duphorn                 | deutscher Geologe                                                                 | 87    |       |
| 30. Juli | Ingrid Fröhlich               | deutsche Schauspielerin und Unternehmerin                                         | 81    |       |
| 30. Juli | Allen Hill                    | britischer Biochemiker                                                            | 84    |       |
| 30. Juli | Michail Koschljakow           | sowjetischer bzw. russischer Ozeanograph                                          | 90    |       |
| 30. Juli | Jay Pickett                   | US-amerikanischer Schauspieler                                                    | 60    |       |
| 30. Juli | Erich Pöltl                   | österreichischer Politiker                                                        | 78    |       |
| 30. Juli | Olga Prats                    | portugiesische Pianistin und Musikpädagogin                                       | 82    |       |
| 30. Juli | Peter Schmidt-Eppendorf       | deutscher Theologe und Autor                                                      | 89    |       |
| 30. Juli | Curtis Stone                  | US-amerikanischer Mittelstrecken-, Langstrecken- und Hindernisläufer              | 98    |       |
| 30. Juli | Dietrich Teller               | österreichischer Politiker                                                        | 76    |       |
| 30. Juli | Karlheinz Thimm               | deutscher Sozialpädagoge                                                          | 67    |       |
| 30. Juli | Johan van Zyl                 | südafrikanischer Manager                                                          | 63    |       |
| 29. Juli | Peter Buser                   | Schweizer Bankier und Mäzen                                                       | 84    |       |
| 29. Juli | Jürgen Golte                  | deutscher Altamerikanist                                                          | 77    |       |
| 29. Juli | José Gómez                    | mexikanischer Langstreckenläufer                                                  | 65    |       |
| 29. Juli | Richard Lamm                  | US-amerikanischer Politiker und Schriftsteller                                    | 85    |       |
| 29. Juli | Carl Levin                    | US-amerikanischer Politiker                                                       | 87    |       |
| 29. Juli | Marianne Lunzer               | österreichische Publizistikwissenschaftlerin                                      | 102   |       |
| 29. Juli | Joey Morant                   | US-amerikanischer Jazzmusiker                                                     | ≈82   |       |
| 29. Juli | Luis Mucillo                  | argentinischer Pianist, Komponist und Dozent                                      | 64    |       |
| 29. Juli | Gary B. Nash                  | US-amerikanischer Historiker                                                      | 88    |       |
| 29. Juli | Susan Reynolds                | britische Historikerin                                                            | 92    |       |
| 29. Juli | Ulrich Schmidt                | deutscher Politiker                                                               | 79    |       |
| 29. Juli | Peter Svensson                | österreichischer Opern- und Konzertsänger                                         | 57    |       |
| 29. Juli | Pedro Tamen                   | portugiesischer Lyriker und Übersetzer                                            | 86    |       |
| 29. Juli | Raymond Ken’ichi Tanaka       | japanischer Bischof                                                               | 93    |       |
| 29. Juli | Walter Trefz                  | deutscher Förster, Umweltaktivist und Naturphilosoph                              | 82    |       |
| 29. Juli | Albert Vanhoye                | französischer Theologe und Kardinal                                               | 98    |       |
| 29. Juli | Chris Wall                    | US-amerikanischer Country-Musiker                                                 | 68    |       |
| 28. Juli | Bolat Atabajew                | kasachischer Theaterregisseur und Menschenrechtskämpfer                           | 69    |       |
| 28. Juli | Horst Balz                    | deutscher evangelischer Theologe und Neutestamentler                              | 84    |       |
| 28. Juli | Harald Bolt                   | deutscher Ingenieurwissenschaftler                                                | 60    |       |
| 28. Juli | Oleg Baklanow                 | sowjetischer Politiker und Funktionär                                             | 89    |       |
| 28. Juli | Roberto Calasso               | italienischer Schriftsteller und Verleger                                         | 80    |       |
| 28. Juli | Franco Croci                  | italienischer Bischof                                                             | 91    |       |
| 28. Juli | István Csom                   | ungarischer Schachspieler und -schiedsrichter                                     | 81    |       |
| 28. Juli | Satsuki Eda                   | japanischer Politiker                                                             | 80    |       |
| 28. Juli | Giuseppe Giacomini            | italienischer Opernsänger                                                         | 80    |       |
| 28. Juli | Saginaw Grant                 | US-amerikanischer Schauspieler                                                    | 85    |       |
| 28. Juli | Peter Hund                    | deutscher Politiker                                                               | 78    |       |
| 28. Juli | Tamara Kamenszain             | argentinische Dichterin und Essayistin                                            | 74    |       |
| 28. Juli | Takeshi Kurokawa              | japanischer Gewerkschafter                                                        | 93    |       |
| 28. Juli | Linn F. Mollenauer            | US-amerikanischer Physiker                                                        | 84    |       |
| 28. Juli | Nandu M. Natekar              | indischer Badmintonspieler                                                        | 88    |       |
| 28. Juli | Ruben Radica                  | jugoslawischer Komponist                                                          | 90    |       |
| 28. Juli | J. W. Rinzler                 | US-amerikanischer Filmhistoriker und Autor                                        | 58    |       |
| 28. Juli | Ludwig Rupp                   | deutscher Politiker                                                               | 93    |       |
| 28. Juli | Johnny Ventura                | dominikanischer Merengue-Sänger, Komponist und Politiker                          | 81    |       |
| 28. Juli | Ben Wagin                     | deutscher Aktionskünstler                                                         | 91    |       |
| 27. Juli | Mo Hayder                     | britische Schriftstellerin                                                        | 59    |       |
| 27. Juli | Dusty Hill                    | US-amerikanischer Bluesrockmusiker                                                | 72    |       |
| 27. Juli | Abbi Hübner                   | deutscher Jazztrompeter und Autor                                                 | 88    |       |
| 27. Juli | Phillip King                  | britischer Bildhauer                                                              | 87    |       |
| 27. Juli | Einar Bruno Larsen            | norwegischer Fußball-, Eishockey- und Handballspieler                             | 81    |       |
| 27. Juli | Vic Pitt                      | britischer Jazzmusiker                                                            | 79    |       |
| 27. Juli | Zalika Souley                 | nigrische Schauspielerin                                                          | 73    |       |
| 27. Juli | Jean-François Stévenin        | französischer Schauspieler und Filmregisseur                                      | 77    |       |
| 27. Juli | Andreas Trebels               | deutscher Sportpädagoge                                                           | 84    |       |
| 27. Juli | Willie Winfield               | US-amerikanischer Doo-Wop-Sänger                                                  | 92    |       |
| 26. Juli | Rick Aiello                   | US-amerikanischer Schauspieler                                                    | 65    |       |
| 26. Juli | David von Ancken              | US-amerikanischer Regisseur                                                       | 56    |       |
| 26. Juli | Albert Bandura                | kanadischer Psychologe                                                            | 95    |       |
| 26. Juli | Jürgen Borchhardt             | deutscher Archäologe                                                              | 85    |       |
| 26. Juli | George De Peana               | guyanischer Leichtathlet und Gewerkschafter                                       | 85    |       |
| 26. Juli | Willy Dilger                  | deutscher Chemiker und Hochschulrektor                                            | 87    |       |
| 26. Juli | Mike Enzi                     | US-amerikanischer Politiker                                                       | 77    |       |
| 26. Juli | Daniel Eiwen                  | deutscher Rumänistiker                                                            | 75    |       |
| 26. Juli | Kåre Gjønnes                  | norwegischer Politiker                                                            | 79    |       |
| 26. Juli | Ragni Maria Gschwend          | deutsche Übersetzerin                                                             | 85    |       |
| 26. Juli | Bernd Hagenkord               | deutscher Ordensgeistlicher und Journalist                                        | 52    |       |
| 26. Juli | Jean-Pierre Hocké             | Schweizer Diplomat                                                                | 83    |       |
| 26. Juli | Mike Howe                     | US-amerikanischer Musiker                                                         | 55    |       |
| 26. Juli | Joey Jordison                 | US-amerikanischer Schlagzeuger und Gitarrist                                      | 46    |       |
| 26. Juli | Dewey Lambdin                 | US-amerikanischer Schriftsteller                                                  | 76    |       |
| 26. Juli | Lee Man Tat                   | chinesischer Unternehmer                                                          | 91    |       |
| 26. Juli | Albert Löhner                 | deutscher Jurist und Politiker                                                    | 72    |       |
| 26. Juli | Josef Steffes-Mies            | deutscher Ruderer                                                                 | 81    |       |
| 26. Juli | Subramaniam Narayan           | indischer Fußballtorwart                                                          | 86    |       |
| 26. Juli | Ivan Toplak                   | jugoslawischer Fußballspieler                                                     | 89    |       |
| 26. Juli | Otfried Ulshöfer              | deutscher Verwaltungsjurist und Politiker                                         | 90    |       |
| 25. Juli | Guntram Blaser                | deutscher Politiker                                                               | 86    |       |
| 25. Juli | Otelo Saraiva de Carvalho     | portugiesischer Offizier                                                          | 84    |       |
| 25. Juli | Phil Coleman                  | US-amerikanischer Leichtathlet                                                    | 90    |       |
| 25. Juli | Vivienne Cassie Cooper        | neuseeländische Botanikerin und Planktologin                                      | 94    |       |
| 25. Juli | Helmut Hellmessen             | deutscher Grafiker und Maler                                                      | 96    |       |
| 25. Juli | Karl Loweg                    | deutscher Fußballspieler                                                          | 83    |       |
| 25. Juli | Rolf Lukowsky                 | deutscher Komponist und Chorleiter                                                | 95    |       |
| 25. Juli | Robert „Bob“ Moses            | US-amerikanischer Aktivist                                                        | 86    |       |
| 25. Juli | Anni Rättyä                   | finnische Speerwerferin                                                           | 87    |       |
| 25. Juli | Michael Sachs                 | deutscher Politiker                                                               | 73    |       |
| 25. Juli | Onursal Uraz                  | türkischer Fußballspieler                                                         | 77    |       |
| 25. Juli | Henri Vernes                  | belgischer Schriftsteller                                                         | 102   |       |
| 25. Juli | Anton Widmer                  | Schweizer Jurist und Polizist                                                     | 77    |       |
| 24. Juli | Rodney Alcala                 | US-amerikanischer Serienmörder                                                    | 77    |       |
| 24. Juli | Diethard Amelung              | deutscher Mediziner                                                               | 97    |       |
| 24. Juli | Gerardo Cantú                 | mexikanischer Maler                                                               | 87    |       |
| 24. Juli | Guillermo Díaz                | chilenischer Fußballspieler                                                       | 95    |       |
| 24. Juli | Jimmy Ellis                   | US-amerikanischer Jazzmusiker                                                     | 91    |       |
| 24. Juli | Ruth Gattiker                 | Schweizer Anästhesistin                                                           | 98    |       |
| 24. Juli | Andreas Hauff                 | österreichischer Schlagersänger und -texter                                       | 88    |       |
| 24. Juli | Dieter Heß                    | deutscher Botaniker                                                               | 88    |       |
| 24. Juli | Herbert Köfer                 | deutscher Schauspieler, Moderator, Hörspiel- und Synchronsprecher                 | 100   |       |
| 24. Juli | Lydia Makhubu                 | eswatinische Chemikerin                                                           | 84    |       |
| 24. Juli | Jackie Mason                  | US-amerikanischer Comedian und Schauspieler                                       | 93    |       |
| 24. Juli | Omri Nitzan                   | israelischer Theaterregisseur                                                     | 71    |       |
| 24. Juli | Ed Patenaude                  | kanadischer Eishockeyspieler                                                      | 71    |       |
| 24. Juli | Jewgeni Pupkow                | kasachischer Eishockeyspieler und -trainer                                        | 45    |       |
| 24. Juli | Pál Rázsó                     | ungarischer Badmintonspieler                                                      | 87    |       |
| 24. Juli | Carlos Romeu                  | spanischer Karikaturist und Autor                                                 | 73    |       |
| 24. Juli | Patricia Snell                | kanadische Opernsängerin                                                          | 94    |       |
| 24. Juli | Birgit Spahlinger             | deutsche Künstlerin                                                               | 67    |       |
| 24. Juli | Rudolf Staritz                | deutscher Nachrichtentechniker                                                    | 99    |       |
| 24. Juli | Noel Swerdlow                 | US-amerikanischer Wissenschaftshistoriker                                         | 79    |       |
| 24. Juli | Rudolf Tillmann               | deutscher Wirtschaftsjurist und Heimatforscher                                    | 80    |       |
| 24. Juli | Klaus Witt                    | deutscher Fußballspieler                                                          | 78    |       |
| 23. Juli | Alfred Biolek                 | deutscher Moderator, Autor und Fernsehproduzent                                   | 87    |       |
| 23. Juli | Hans Jakob Brauchli           | Schweizer Physiker und Hochschullehrer                                            | 88    |       |
| 23. Juli | Martin Brecht                 | deutscher Theologe und Kirchenhistoriker                                          | 89    |       |
| 23. Juli | Hubert Bucher                 | deutscher Bischof                                                                 | 90    |       |
| 23. Juli | John Cornell                  | australischer Filmregisseur                                                       | 80    |       |
| 23. Juli | Jabbour Douaihy               | libanesischer Schriftsteller                                                      | 72    |       |
| 23. Juli | F. C. Gundlach                | deutscher Fotograf                                                                | 95    |       |
| 23. Juli | Michel Guyard                 | französischer Bischof                                                             | 85    |       |
| 23. Juli | Jutta Heinrich                | deutsche Schriftstellerin                                                         | 81    |       |
| 23. Juli | Al Hendrix                    | US-amerikanischer Rock’n’Roll- und Country-Musiker                                | 86    |       |
| 23. Juli | Rolf Hosfeld                  | deutscher Autor und Kulturhistoriker                                              | 73    |       |
| 23. Juli | Patricia Kennealy-Morrison    | US-amerikanische Schriftstellerin und Journalistin                                | 75    |       |
| 23. Juli | Toshihide Masukawa            | japanischer Physiker                                                              | 81    |       |
| 23. Juli | Edelbert Richter              | deutscher Theologe und Politiker                                                  | 78    |       |
| 23. Juli | Klaus Wilhelm Roggenkamp      | deutscher Mathematiker                                                            | 80    |       |
| 23. Juli | Claude Rouer                  | französischer Radrennfahrer                                                       | 91    |       |
| 23. Juli | Maurice Taieb                 | französischer Geologe                                                             | 86    |       |
| 23. Juli | Miguel Virasoro               | argentinischer Physiker                                                           | 81    |       |
| 23. Juli | Steven Weinberg               | US-amerikanischer Physiker                                                        | 88    |       |
| 22. Juli | Ernst-Ludwig Barre            | deutscher Unternehmer                                                             | 88    |       |
| 22. Juli | Norbert Baunach               | deutscher Politiker                                                               | 70    |       |
| 22. Juli | John Hsane Hgyi               | myanmarischer Bischof                                                             | 67    |       |
| 22. Juli | Jean-Pierre Jaussaud          | französischer Automobilrennfahrer                                                 | 84    |       |
| 22. Juli | Dagmar Kaiser                 | deutsche Rechtswissenschaftlerin                                                  | 59    |       |
| 22. Juli | Wolfgang Köhnlein             | deutscher Strahlenbiologe                                                         | 88    |       |
| 22. Juli | Armando Larios Jiménez        | kolumbianischer Bischof                                                           | 70    |       |
| 22. Juli | Wolfgang Lücke                | deutscher Wirtschaftswissenschaftler                                              | 94    |       |
| 22. Juli | Christa Mulack                | deutsche Theologin                                                                | 77    |       |
| 22. Juli | Peter Neusel                  | deutscher Ruderer                                                                 | 79    |       |
| 22. Juli | Palo Pandolfo                 | argentinischer Rocksänger und -komponist                                          | 56    |       |
| 22. Juli | Peter Rehberg                 | britisch-österreichischer Musiker und Labelbetreiber                              | 53    |       |
| 22. Juli | Peter Schell                  | Schweizer Schauspieler                                                            | 63    |       |
| 22. Juli | Ram Babu Singh                | indischer Geograph                                                                | 66    |       |
| 22. Juli | Roland Ströbele               | deutscher Politiker                                                               | 77    |       |
| 22. Juli | Boris Tschotschijew           | südossetischer Politiker                                                          | 63    |       |
| 21. Juli | Claude Bonin-Pissarro         | französischer Maler und Grafikdesigner                                            | 100   |       |
| 21. Juli | Awa Diop                      | senegalesische Politikerin                                                        | 73    |       |
| 21. Juli | Thomas Egelkamp               | deutscher Künstler und Hochschullehrer                                            | 58    |       |
| 21. Juli | Rolf Erkens                   | deutscher Künstler                                                                | 86    |       |
| 21. Juli | Elke Hartmann                 | deutsche Althistorikerin                                                          | 52    |       |
| 21. Juli | Hermann Heßl                  | österreichischer Politiker                                                        | 83    |       |
| 21. Juli | Gottfried Huttner             | deutscher Chemiker                                                                | 83    |       |
| 21. Juli | Hermann Ilaender              | deutscher Verbandsfunktionär                                                      | 87    |       |
| 21. Juli | Albrecht Irle                 | deutscher Mathematiker und Hochschullehrer                                        | 72    |       |
| 21. Juli | Alberto Giraldo Jaramillo     | kolumbianischer Erzbischof                                                        | 86    |       |
| 21. Juli | Kisco Liswani                 | namibischer Clan-König                                                            | ?     |       |
| 21. Juli | Stan McKenzie                 | US-amerikanischer Basketballspieler                                               | 76    |       |
| 21. Juli | Desmond O’Malley              | irischer Politiker                                                                | 82    |       |
| 21. Juli | Hartwig Steusloff             | deutscher Ingenieurwissenschaftler                                                | 84    |       |
| 21. Juli | Hans Würgler                  | Schweizer Wirtschaftswissenschaftler                                              | 94    |       |
| 20. Juli | Vita Andersen                 | dänische Schriftstellerin                                                         | 78    |       |
| 20. Juli | Françoise Arnoul              | französische Schauspielerin                                                       | 90    |       |
| 20. Juli | Hubert Buchwieser             | deutscher Eishockeyspieler                                                        | 45    |       |
| 20. Juli | Christoph Demke               | deutscher Theologe und Bischof                                                    | 86    |       |
| 20. Juli | Daniel Escudero               | chilensicher Fußballspieler                                                       | 79    |       |
| 20. Juli | Inge Ginsberg                 | österreichisch-schweizerische Journalistin, Autorin und Sängerin                  | 99    |       |
| 20. Juli | Jerry Granelli                | US-amerikanisch-kanadischer Jazz-Schlagzeuger                                     | 80    |       |
| 20. Juli | Gerhard Grethlein             | deutscher Jurist, Politiker und Kirchenfunktionär                                 | 96    |       |
| 20. Juli | Pierre Guitton                | französischer Comiczeichner und Maler                                             | 77    |       |
| 20. Juli | Leo Kornbrust                 | deutscher Bildhauer                                                               | 91    |       |
| 20. Juli | Bettina Ochsner               | Schweizer Politikerin                                                             | 73    |       |
| 20. Juli | André Petit                   | französischer Politiker                                                           | 99    |       |
| 20. Juli | Dieter Pumplün                | deutscher Mathematiker                                                            | 88    |       |
| 20. Juli | Gerd Siemoneit-Barum          | deutscher Zirkusdirektor und Dompteur                                             | 90    |       |
| 20. Juli | Gudrun Spitze                 | deutsche Politikerin                                                              | 78    |       |
| 20. Juli | Chuck E. Weiss                | US-amerikanischer Songwriter und Musiker                                          | 76    |       |
| 20. Juli | Bergen Williams               | US-amerikanische Schauspielerin                                                   | 62    |       |
| 20. Juli | Tuomo Ylipulli                | finnischer Skispringer                                                            | 56    |       |
| 19. Juli | Osman Aslan                   | türkischer Politiker                                                              | 67    |       |
| 19. Juli | Kurt Clemens                  | deutscher Fußballspieler                                                          | 95    |       |
| 19. Juli | José Siro González Bacallao   | kubanischer Bischof                                                               | 90    |       |
| 19. Juli | David Lunn                    | britischer Bischof                                                                | 91    |       |
| 19. Juli | Arturo Armando Molina         | salvadorianischer Politiker                                                       | 93    |       |
| 19. Juli | Iván Noel                     | französischer Filmregisseur und Komponist                                         | 52    |       |
| 19. Juli | Burghard Rieger               | deutscher Sprachwissenschaftler, Computerlinguist und Semiotiker                  | 83    |       |
| 19. Juli | Jacques Rougeot               | französischer Literaturhistoriker und Politiker                                   | 83    |       |
| 19. Juli | Erman Tanyıldız               | deutscher Unternehmer                                                             | 72    |       |
| 19. Juli | Helmut Zehetmair              | österreichischer Musiker                                                          | 86    |       |
| 18. Juli | Jo Aichinger                  | österreichischer Musikkurator und Festivalveranstalter                            | 66    |       |
| 18. Juli | Pedro Luis Cano               | spanischer Politiker, Musikveranstalter und Schriftsteller                        | 66    |       |
| 18. Juli | Klaus Göbel                   | deutscher Jazzmusiker                                                             | 79    |       |
| 18. Juli | Michel Husson                 | französischer Ökonom                                                              | 72    |       |
| 18. Juli | Bruce Kirby                   | kanadischer Regattasegler und Bootsarchitekt                                      | 92    |       |
| 18. Juli | Milan Lasica                  | slowakischer Humorist, Dramatiker und Schauspieler                                | 81    |       |
| 18. Juli | Antonio José López Castillo   | venezolanischer Erzbischof                                                        | 76    |       |
| 18. Juli | Carlo Mongardini              | italienischer Soziologe                                                           | 82    |       |
| 18. Juli | Gerhard Pridöhl               | deutscher Schriftsteller und Journalist                                           | 84    | [ 1 ] |
| 18. Juli | Carlos Seigelshifer           | argentinischer Gewichtheber                                                       | 92    |       |
| 18. Juli | Nenad Stekić                  | jugoslawischer Leichtathlet                                                       | 70    |       |
| 18. Juli | Werner Urban                  | deutscher Naturschützer und Hobby-Archäologe                                      | 94    |       |
| 17. Juli | Pilar Bardem                  | spanische Schauspielerin                                                          | 82    |       |
| 17. Juli | Dolores Claman                | kanadische Komponistin                                                            | 94    |       |
| 17. Juli | Reinhard Dittel               | deutscher Physiotherapeut                                                         | 65    |       |
| 17. Juli | Claudine Hermann              | französische Physikerin                                                           | 75    |       |
| 17. Juli | Williams Martínez             | uruguayischer Fußballspieler                                                      | 38    |       |
| 17. Juli | Josef Müller                  | deutscher Maler und Grafiker                                                      | 85    |       |
| 17. Juli | Youssoupha Ndiaye             | senegalesischer Jurist, Sportfunktionär und Politiker                             | 83    |       |
| 17. Juli | Hermann von Richthofen        | deutscher Diplomat                                                                | 87    |       |
| 17. Juli | Miroslav Rödr                 | US-amerikanischer Fußball- und American-Football-Spieler tschechischer Abstammung | 77    |       |
| 17. Juli | Jacqueline Sassard            | französische Schauspielerin                                                       | 81    |       |
| 17. Juli | Robby Steinhardt              | US-amerikanischer Rockgeiger und -sänger                                          | 71    |       |
| 17. Juli | Johannes Vahrmeijer           | niederländisch-südafrikanischer Botaniker                                         | 78    |       |
| 17. Juli | Graham Vick                   | britischer Opernregisseur                                                         | 67    |       |
| 16. Juli | Libero De Rienzo              | italienischer Schauspieler und Regisseur                                          | 44    |       |
| 16. Juli | Roger Fauroux                 | französischer Industriemanager, Verwaltungsbeamter und Politiker                  | 94    |       |
| 16. Juli | Jack Fine                     | US-amerikanischer Jazzmusiker                                                     | 92    |       |
| 16. Juli | José María Gay de Liébana     | spanischer Wirtschaftswissenschaftler und -jurist                                 | 68    |       |
| 16. Juli | Jürgen Körner                 | deutscher Physiker und Hochschullehrer                                            | 82    |       |
| 16. Juli | Monika Krauße-Anderson        | deutsche Regisseurin und Architektin                                              | 91    |       |
| 16. Juli | Heinrich Adolf Krone          | deutscher Gynäkologe und Geburtshelfer                                            | 96    | ‚‘    |
| 16. Juli | Biz Markie                    | US-amerikanischer Rapper und DJ                                                   | 57    |       |
| 16. Juli | Rudolf Mau                    | deutscher Theologe und Kirchenhistoriker                                          | 94    |       |
| 16. Juli | Akira Miyawaki                | japanischer Pflanzensoziologe                                                     | 93    |       |
| 16. Juli | Peter Pauly                   | deutsch-namibischer Geistlicher                                                   | 103   |       |
| 16. Juli | Mihály Ráday                  | ungarischer Kameramann und Regisseur                                              | 79    |       |
| 16. Juli | Thomas Rajna                  | ungarisch-britischer Komponist und Pianist                                        | 92    |       |
| 16. Juli | Werner Schoenicke             | deutscher Verlagsmanager                                                          | 96    |       |
| 16. Juli | Danish Siddiqui               | indischer Fotojournalist                                                          | 38    |       |
| 16. Juli | Surekha Sikri                 | indische Schauspielerin                                                           | 76    |       |
| 16. Juli | Hanna Stommel                 | deutsche Pädagogin und Heimatforscherin                                           | 94    |       |
| 16. Juli | Gerald N. Wogan               | US-amerikanischer Toxikologe                                                      | 91    |       |
| 15. Juli | Rudolph Angermüller           | deutscher Musikwissenschaftler                                                    | 80    |       |
| 15. Juli | Walter Berka                  | österreichischer Rechtswissenschaftler                                            | 73    |       |
| 15. Juli | Adolf Clemens                 | deutscher Fotograf                                                                | 78    |       |
| 15. Juli | Juan Delgado Calzadilla       | kubanischer Kunst- und Kulturkurator                                              | 64    |       |
| 15. Juli | Klaus Eberhard                | deutscher Physiker, Kunstsammler und Hotelier                                     | 81    |       |
| 15. Juli | Salvador Enríquez             | mexikanischer Fußballspieler                                                      | 76    |       |
| 15. Juli | Elmar Fastenrath              | deutscher Theologe                                                                | 86    |       |
| 15. Juli | Andy Fordham                  | englischer Dartspieler                                                            | 59    |       |
| 15. Juli | Jacques Hurel                 | französischer Radrennfahrer                                                       | 81    |       |
| 15. Juli | Judith Keating                | kanadische Politikerin                                                            | 64    |       |
| 15. Juli | Jerry Lewis                   | US-amerikanischer Politiker                                                       | 86    |       |
| 15. Juli | Pjotr Mamonow                 | sowjetischer bzw. russischer Rockmusiker, Liedermacher und Schauspieler           | 70    |       |
| 15. Juli | Gerda Mayer                   | tschechoslowakisch-britische Lyrikerin                                            | 94    |       |
| 15. Juli | William F. Nolan              | US-amerikanischer Schriftsteller                                                  | 93    |       |
| 15. Juli | Jaroslav Paška                | slowakischer Politiker                                                            | 67    |       |
| 15. Juli | Fidel Rädle                   | deutscher Philologe                                                               | 85    |       |
| 15. Juli | Gira Sarabhai                 | indische Architektin und Designerin                                               | 98    |       |
| 15. Juli | Hugo F. Sonnenschein          | US-amerikanischer Wirtschaftswissenschaftler                                      | 80    |       |
| 15. Juli | Jörn Thiede                   | deutscher Geologe und Paläontologe                                                | 80    |       |
| 15. Juli | Nyota Thun                    | deutsche Literaturwissenschaftlerin                                               | 96    |       |
| 15. Juli | Tsepo Tshola                  | lesothischer Sänger und Songwriter                                                | ≈68   |       |
| 15. Juli | Peter R. de Vries             | niederländischer Journalist und Publizist                                         | 64    |       |
| 14. Juli | Inge Baecker                  | deutsche Kunsthistorikerin und Galeristin                                         | 78    |       |
| 14. Juli | Christian Boltanski           | französischer Künstler                                                            | 76    |       |
| 14. Juli | Klaus Bringmann               | deutscher Althistoriker                                                           | 85    |       |
| 14. Juli | Igor Dsjaloschinski           | sowjetischer bzw. russischer Physiker                                             | 90    |       |
| 14. Juli | Ruth Friemel                  | deutsche Schauspielerin und Hörspielsprecherin                                    | 88    |       |
| 14. Juli | Sally Miller Gearhart         | US-amerikanische Feministin, Politaktivistin und Science-Fiction-Autorin          | 90    |       |
| 14. Juli | Mamnoon Hussain               | pakistanischer Politiker                                                          | 80    |       |
| 14. Juli | Valierius Jasiūnas            | litauischer Kinesiologe und Universitätsprofessor                                 | 73    |       |
| 14. Juli | Katharina Kraatz              | deutsche Feuerwehrfrau                                                            | 19    |       |
| 14. Juli | Jeff LaBar                    | US-amerikanischer Musiker                                                         | 58    |       |
| 14. Juli | Christoph Maier               | deutscher Politiker                                                               | 90    |       |
| 14. Juli | Klaus Niebler                 | deutscher Bibliothekar                                                            | 93    |       |
| 14. Juli | Eleonore Rudolph              | deutsche Politikerin                                                              | 97    |       |
| 14. Juli | Mark Runge                    | deutscher Politiker                                                               | 38    |       |
| 14. Juli | Kurt Westergaard              | dänischer Karikaturist                                                            | 86    |       |
| 13. Juli | Naveed Alam                   | pakistanischer Hockeyspieler                                                      | 47    |       |
| 13. Juli | Shirley Fry                   | US-amerikanische Tennisspielerin                                                  | 94    |       |
| 13. Juli | Jorge J. E. Gracia            | kubanisch-US-amerikanischer Philosoph                                             | 78    |       |
| 13. Juli | Johanes Haribowo              | indonesischer Offizier                                                            | 77    |       |
| 13. Juli | Hannelore Heise               | deutsche Grafikerin und Schriftkünstlerin                                         | 79    |       |
| 13. Juli | Erich Kleinschmidt            | deutscher Germanist                                                               | 74    |       |
| 13. Juli | Ulrich Koch                   | deutscher Mediziner und Hochschullehrer                                           | 80    |       |
| 13. Juli | Peter Ottenbruch              | deutscher Maschinenbauingenieur und Manager                                       | 63    |       |
| 13. Juli | Fritz Werf                    | deutscher Schriftsteller                                                          | 86    |       |
| 13. Juli | Manfred Wieninger             | österreichischer Schriftsteller                                                   | 58    |       |
| 12. Juli | Baselios Marthoma Paulose II. | indischer Geistlicher                                                             | 74    |       |
| 12. Juli | Włodzimierz Borodziej         | polnischer Historiker                                                             | 64    |       |
| 12. Juli | Edwin Edwards                 | US-amerikanischer Politiker                                                       | 93    |       |
| 12. Juli | Erich Hasenkopf               | österreichischer Fußballspieler                                                   | 86    |       |
| 12. Juli | Gerrit Hohendorf              | deutscher Psychiater und Medizinhistoriker                                        | 58    |       |
| 12. Juli | Ralph Johannes                | deutscher Architekt und Hochschullehrer                                           | 91    |       |
| 12. Juli | Anna Mghwira                  | tansanische Politikerin                                                           | 62    |       |
| 12. Juli | Karl Mihm                     | deutscher Politiker                                                               | 86    |       |
| 12. Juli | Herbert Ommer                 | deutscher Nachrichtentechnikingenieur                                             | 68    |       |
| 12. Juli | Paul Orndorff                 | US-amerikanischer Wrestler                                                        | 71    |       |
| 12. Juli | Ladislav Potměšil             | tschechischer Schauspieler                                                        | 75    |       |
| 12. Juli | Achim Rohde                   | deutscher Politiker                                                               | 85    |       |
| 12. Juli | Karl Ernst Strothmann         | deutscher Politiker                                                               | 92    |       |
| 12. Juli | Wolfgang Weingart             | deutscher Grafik-Designer und Typograf                                            | 80    |       |
| 11. Juli | Hans-Dieter Baum              | deutscher Pianist, Dirigent und Hochschullehrer                                   | 84    |       |
| 11. Juli | Juni Booth                    | US-amerikanischer Jazzmusiker                                                     | 73    |       |
| 11. Juli | Nina Demurowa                 | sowjetische bzw. russische Literaturwissenschaftlerin, Anglistin und Übersetzerin | 90    |       |
| 11. Juli | Charlie Gallagher             | irischer Fußballspieler                                                           | 80    |       |
| 11. Juli | Jeci Lapus                    | philippinischer Manager und Politiker                                             | 68    |       |
| 11. Juli | Laurent Monsengwo Pasinya     | kongolesischer Kardinal                                                           | 81    |       |
| 11. Juli | Brigitte Richter              | deutsche Musikwissenschaftlerin, Museumskuratorin und Autorin                     | 85    |       |
| 11. Juli | Charles Robinson              | US-amerikanischer Schauspieler                                                    | 75    |       |
| 11. Juli | Robson Rocha                  | brasilianischer Comiczeichner                                                     | 41    |       |
| 11. Juli | Renée Simonot                 | französische Schauspielerin und Synchronsprecherin                                | 109   |       |
| 11. Juli | Joop Voorn                    | niederländischer Komponist und Musikpädagoge                                      | 88    |       |
| 11. Juli | Jürgen Werner                 | deutscher Altphilologe                                                            | 89    |       |
| 11. Juli | Hans Wuttig                   | deutscher Maler                                                                   | 88    |       |
| 10. Juli | Byron Berline                 | US-amerikanischer Bluegrass-Musiker                                               | 77    |       |
| 10. Juli | Esther Bejarano               | deutsche Holocaust-Überlebende, Antifaschistin und Sängerin                       | 96    |       |
| 10. Juli | Carmel Budiardjo              | britische Menschenrechtsaktivistin                                                | 96    |       |
| 10. Juli | Marianna Dewlet               | sowjetische bzw. russische Prähistorikerin                                        | 88    |       |
| 10. Juli | Dietrich Elias                | deutscher politischer Beamter                                                     | 92    |       |
| 10. Juli | Jimmy Gabriel                 | schottischer Fußballspieler und Fußballtrainer                                    | 80    |       |
| 10. Juli | Jean-Claude Malbet            | französischer Rugbyspieler                                                        | 83    |       |
| 10. Juli | Gunther Neuhaus               | österreichischer Biologe                                                          | 67    |       |
| 10. Juli | Dave O’Neal                   | US-amerikanischer Politiker                                                       | 84    |       |
| 10. Juli | Günter Philipp                | deutscher Maler, Pianist, Komponist und Musikwissenschaftler                      | 93    |       |
| 10. Juli | Wolfgang Remer                | deutscher Sportfunktionär                                                         | 76    |       |
| 10. Juli | Joachim Sauter                | deutscher Medienkünstler und -gestalter                                           | 62    |       |
| 10. Juli | Wolfgang Simon                | österreichischer Kameramann                                                       | 73    |       |
| 9. Juli  | Boris Andrejew                | sowjetischer Kosmonautenanwärter                                                  | 80    |       |
| 9. Juli  | Reinhard Breit                | deutscher Dermatologe                                                             | 85    |       |
| 9. Juli  | Jono Coleman                  | australischer Moderator und Komiker                                               | 64    |       |
| 9. Juli  | Ngaire Galloway               | neuseeländische Schwimmerin                                                       | 95    |       |
| 9. Juli  | Gernot Heck                   | deutscher Politiker                                                               | 81    |       |
| 9. Juli  | Hansjoachim Henning           | deutscher Historiker                                                              | 84    |       |
| 9. Juli  | Wladimir Karassjow            | sowjetischer Schachspieler                                                        | 83    |       |
| 9. Juli  | Gian Franco Kasper            | Schweizer Sportfunktionär                                                         | 77    |       |
| 9. Juli  | Hubert Kulmer                 | österreichischer Fußballspieler                                                   | 67    |       |
| 9. Juli  | Frank Lui                     | niueanischer Politiker                                                            | 85    |       |
| 9. Juli  | Geoff Makhubo                 | südafrikanischer Politiker                                                        | 53    |       |
| 9. Juli  | Paul Mariner                  | englischer Fußballspieler und -trainer                                            | 68    |       |
| 9. Juli  | Andreas W. Mytze              | deutscher Publizist, Verleger und Theaterkritiker                                 | 77    |       |
| 9. Juli  | Leonard Neuger                | polnischer Slawist und Dissident                                                  | 74    |       |
| 9. Juli  | Dschihan as-Sadat             | ägyptische Bürgerrechtlerin                                                       | 87    |       |
| 9. Juli  | Þórunn Egilsdóttir            | isländische Politikerin                                                           | 56    |       |
| 9. Juli  | Matthew Cao Xiangde           | chinesischer Bischof                                                              | 93    |       |
| 8. Juli  | Daniel Aschwanden             | Schweizer Choreograf und Regisseur                                                | 62    |       |
| 8. Juli  | Ricardo Costa                 | portugiesischer Filmemacher                                                       | 81    |       |
| 8. Juli  | Margrit Eichler               | deutsch-kanadische Sozialwissenschaftlerin                                        | 78    |       |
| 8. Juli  | Wilfried Hansmann             | deutscher Kunsthistoriker und Denkmalpfleger                                      | 80    |       |
| 8. Juli  | Benjamin Hendrickx            | belgischer Byzantinist, Historiker und Neogräzist                                 | 81    |       |
| 8. Juli  | Frederick Hawthorne           | US-amerikanischer Chemiker                                                        | 92    |       |
| 8. Juli  | Sigune von Osten              | deutsche Opernsängerin, Komponistin und Musikkünstlerin                           | 71    |       |
| 8. Juli  | Uli Richter                   | deutscher Modeschöpfer                                                            | 94    |       |
| 8. Juli  | Virbhadra Singh               | indischer Politiker                                                               | 87    |       |
| 8. Juli  | Gilbert Saulière              | französischer Radrennfahrer                                                       | 91    |       |
| 8. Juli  | Bryan Watson                  | kanadischer Eishockeyspieler und -trainer                                         | 78    |       |
| 7. Juli  | Asela de Armas Pérez          | kubanische Schachspielerin                                                        | 67    |       |
| 7. Juli  | Manfred Brümmer               | deutscher Schauspieler und Dramaturg                                              | 73    |       |
| 7. Juli  | John T. Chain Jr.             | US-amerikanischer General                                                         | 86    |       |
| 7. Juli  | Lutz Clausnitzer              | deutscher Astronomielehrer und -historiker                                        | 72    |       |
| 7. Juli  | Robert Downey Sr.             | US-amerikanischer Regisseur, Drehbuchautor und Schauspieler                       | 85    |       |
| 7. Juli  | Ahmad Dschibril               | palästinensischer Fraktionsführer                                                 | 83    |       |
| 7. Juli  | Keshav Dutt                   | indischer Hockeyspieler                                                           | 95    |       |
| 7. Juli  | Michael Gebühr                | deutscher Prähistoriker und Kinderdarsteller                                      | 78    |       |
| 7. Juli  | Martin Hebner                 | deutscher Politiker                                                               | 61    |       |
| 7. Juli  | Allan Hobson                  | US-amerikanischer Psychiater und Schlafforscher                                   | 88    |       |
| 7. Juli  | Michael Horovitz              | britischer Dichter, Performance-Künstler, Herausgeber und Übersetzer              | 86    |       |
| 7. Juli  | Angélique Ionatos             | griechische Sängerin, Gitarristin und Komponistin                                 | 67    |       |
| 7. Juli  | Dilip Kumar                   | indischer Filmschauspieler                                                        | 98    |       |
| 7. Juli  | Jovenel Moïse                 | haitianischer Politiker und Unternehmer                                           | 53    |       |
| 7. Juli  | Elystan Morgan                | britischer Politiker                                                              | 88    |       |
| 7. Juli  | Sam Reed                      | US-amerikanischer Jazz- und & R&B-Saxophonist                                     | 85    |       |
| 7. Juli  | Carlos Reutemann              | argentinischer Automobilrennfahrer und Politiker                                  | 79    |       |
| 7. Juli  | Nelly Sauter                  | Schweizer Fußballspielerin                                                        | 61    |       |
| 7. Juli  | William Stevenson             | kanadischer Richter                                                               | 87    |       |
| 7. Juli  | Giuseppe Tesauro              | italienischer Jurist                                                              | 78    |       |
| 7. Juli  | Herman Willemse               | niederländischer Schwimmsportler                                                  | 87    |       |
| 7. Juli  | Hartmut Zapp                  | deutscher Kanonist und Rechtshistoriker                                           | 82    |       |
| 6. Juli  | Angelo Del Boca               | italienischer Journalist, Neuzeithistoriker und Schriftsteller                    | 96    |       |
| 6. Juli  | Hans Jörg Dirschmid           | österreichischer Hochschullehrer und Mathematiker                                 | 80    |       |
| 6. Juli  | Dschiwan Gasparjan            | armenischer Instrumentalist und Komponist                                         | 92    |       |
| 6. Juli  | Valerius Geist                | ukrainisch-kanadischer Biologe                                                    | 83    |       |
| 6. Juli  | Heinz Griesinger              | deutscher Volkswirt und Hochschullehrer                                           | 92    |       |
| 6. Juli  | Patrick John                  | dominicanischer Politiker                                                         | 83    |       |
| 6. Juli  | Axel Kahn                     | französischer Arzt und Genetiker                                                  | 76    |       |
| 6. Juli  | Kayaharuka                    | japanischer Mangaka                                                               | ?     |       |
| 6. Juli  | Hans Georg Kirchhoff          | deutscher Historiker                                                              | 91    |       |
| 6. Juli  | Walter Libuda                 | deutscher Künstler                                                                | 71    |       |
| 6. Juli  | Alfons Löseke                 | deutscher Politiker                                                               | 89    |       |
| 6. Juli  | Montgomery Meigs              | US-amerikanischer Militär                                                         | 76    |       |
| 6. Juli  | Leandro de Oliveira           | brasilianischer Mittel- und Langstreckenläufer                                    | 39    |       |
| 6. Juli  | William H. Pauley III         | US-amerikanischer Jurist                                                          | 68    |       |
| 6. Juli  | Erich Schleyer                | deutscher Schauspieler und Autor                                                  | 81    |       |
| 5. Juli  | Mona Abaza                    | ägyptische Soziologin                                                             | ≈62   |       |
| 5. Juli  | Aggrey Awori                  | ugandischer Politiker, Diplomat und Leichtathlet                                  | 82    |       |
| 5. Juli  | Hans Ulrich Bambauer          | deutscher Mineraloge und Petrologe                                                | 92    |       |
| 5. Juli  | Ulrich Busch                  | deutscher Slawist und Hochschullehrer                                             | 99    |       |
| 5. Juli  | Raffaella Carrà               | italienische Schauspielerin, Sängerin und Fernsehmoderatorin                      | 78    |       |
| 5. Juli  | Didi Contractor               | US-amerikanisch-indische Architektin                                              | 91    |       |
| 5. Juli  | Richard Donner                | US-amerikanischer Regisseur und Schauspieler                                      | 91    |       |
| 5. Juli  | Werner Duda                   | deutscher Gebrauchsgrafiker und Zauberkünstler                                    | 86    |       |
| 5. Juli  | Sissi Flegel                  | deutsche Schriftstellerin                                                         | 76    |       |
| 5. Juli  | Roberto Hernández             | kubanischer Leichtathlet                                                          | 57    |       |
| 5. Juli  | Richard Klein                 | deutscher Musikwissenschaftler                                                    | 67    |       |
| 5. Juli  | Wladimir Menschow             | sowjetischer bzw. russischer Schauspieler und Filmregisseur                       | 81    |       |
| 5. Juli  | Zenji Okuzawa                 | japanischer Leichtathlet                                                          | 83    |       |
| 5. Juli  | Anthony Porter                | US-amerikanischer Strafgefangener                                                 | 66    |       |
| 5. Juli  | Wladislaw Pustowoit           | sowjetischer bzw. russischer Physiker                                             | 84    |       |
| 5. Juli  | Gillian Sheen                 | britische Fechterin                                                               | 92    |       |
| 5. Juli  | William Smith                 | US-amerikanischer Schauspieler                                                    | 88    |       |
| 5. Juli  | Stan Swamy                    | indischer Jesuit und Menschenrechtsaktivist                                       | 84    |       |
| 5. Juli  | Sergei Timofejew              | sowjetischer Ringer                                                               | 71    |       |
| 4. Juli  | Sanford Clark                 | US-amerikanischer Rockabilly-Musiker                                              | 85    |       |
| 4. Juli  | Alfred Doenicke               | deutscher Anästhesiologe                                                          | 92    |       |
| 4. Juli  | Maidardschawyn Gandsorig      | mongolischer Wissenschaftler und Kosmonaut                                        | 72    |       |
| 4. Juli  | Luminița Gheorghiu            | rumänische Schauspielerin                                                         | 71    |       |
| 4. Juli  | Abebech Gobena                | äthiopische Philanthropin                                                         | ≈83   |       |
| 4. Juli  | Suraj N. Gupta                | indischer Physiker                                                                | 96    |       |
| 4. Juli  | Laurence Harding-Smith        | australischer Fechter                                                             | 91    |       |
| 4. Juli  | Matīss Kivlenieks             | lettischer Eishockeytorwart                                                       | 24    |       |
| 4. Juli  | Rick Laird                    | neuseeländischer Jazz-Bassist                                                     | 80    |       |
| 4. Juli  | Richard Lewontin              | US-amerikanischer Evolutionsbiologe, Genetiker und Gesellschaftskritiker          | 92    |       |
| 4. Juli  | Davide Montemurri             | italienischer Schauspieler, Fernseh- und Filmregisseur                            | 91    |       |
| 4. Juli  | Issei Nomura                  | japanischer Diplomat                                                              | 81    |       |
| 4. Juli  | Hans-Jürgen Ripp              | deutscher Fußballspieler                                                          | 75    |       |
| 4. Juli  | Wolfgang Roth                 | deutscher Volkswirt, Manager und Politiker                                        | 80    |       |
| 4. Juli  | Marianne Schubart-Vibach      | deutsche Schauspielerin                                                           | 100   |       |
| 3. Juli  | Abelardo Alvarado Alcántara   | mexikanischer Bischof                                                             | 88    |       |
| 3. Juli  | Purnell W. Choppin            | US-amerikanischer Virologe und Medizinmanager                                     | 91    |       |
| 3. Juli  | Desmond Davis                 | britischer Filmregisseur, Drehbuchautor und Kameramann                            | 95    |       |
| 3. Juli  | Everette DeVan                | US-amerikanischer Jazzmusiker                                                     | 71    |       |
| 3. Juli  | Richard Domba Mady            | kongolesischer Bischof                                                            | 68    |       |
| 3. Juli  | Gabriele Dossi                | deutsche Schauspielerin                                                           | 73    |       |
| 3. Juli  | John Fernandes                | indischer Geistlicher                                                             | 85    |       |
| 3. Juli  | Walter Fürnrohr               | deutscher Historiker und Geschichtsdidaktiker                                     | 95    |       |
| 3. Juli  | He Kang                       | chinesischer Politiker                                                            | 98    |       |
| 3. Juli  | Hans-Peter Hillig             | deutscher Rechtsanwalt                                                            | 87    |       |
| 3. Juli  | Antti Hytti                   | finnischer Jazzmusiker                                                            | 68    |       |
| 3. Juli  | Galina Kostenko               | sowjetische Leichtathletin                                                        | 82    |       |
| 3. Juli  | Rosemarie Künzler-Behncke     | deutsche Schriftstellerin                                                         | 95    |       |
| 3. Juli  | Waldemar Mühlbächer           | deutscher Fußballspieler                                                          | 83    |       |
| 3. Juli  | Patrick Murray                | australischer Sportschütze                                                        | 76    |       |
| 3. Juli  | Ted Nash                      | US-amerikanischer Ruderer                                                         | 88    |       |
| 3. Juli  | Hubert Repnig                 | österreichischer Radiomoderator                                                   | 90    |       |
| 3. Juli  | Roberto Rodríguez             | argentinischer Bischof                                                            | 84    |       |
| 3. Juli  | Victor Snaith                 | britischer Mathematiker                                                           | ≈77   |       |
| 3. Juli  | Anne Stallybrass              | britische Schauspielerin                                                          | 82    |       |
| 3. Juli  | Haunani-Kay Trask             | hawaiianische Unabhängigkeitskämpferin und Autorin                                | 71    |       |
| 3. Juli  | Karl Wasch                    | deutscher Fußballspieler                                                          | 91    |       |
| 2. Juli  | Ljudmila Iwanowna Ainana      | russisch-eskimoische Philologin und Eskimologin                                   | 86    |       |
| 2. Juli  | Helmuth Ashley                | österreichischer Filmemacher                                                      | 101   |       |
| 2. Juli  | Juozas Gediminas Baranauskas  | litauischer Politiker                                                             | 86    |       |
| 2. Juli  | Claudy Chapeland              | französischer Kinderschauspieler                                                  | 77    |       |
| 2. Juli  | Piama Pawlowna Gaidenko       | sowjetische bzw. russische Philosophin und Hochschullehrerin                      | 87    |       |
| 2. Juli  | Norbert Knauer                | deutscher Agrarwissenschaftler und Hochschullehrer                                | 97    |       |
| 2. Juli  | Elliot Lawrence               | US-amerikanischer Komponist und Musiker                                           | 96    |       |
| 2. Juli  | Lehlohonolo Ledwaba           | südafrikanischer Boxer                                                            | 49    |       |
| 2. Juli  | Adrian Metcalfe               | britischer Leichtathlet                                                           | 79    |       |
| 2. Juli  | Benny Mustafa                 | indonesischer Jazzmusiker                                                         | 81    |       |
| 2. Juli  | Bill Ramsey                   | US-amerikanisch-deutscher Jazz- und Schlagersänger                                | 90    |       |
| 2. Juli  | Gerold Richter                | deutscher Architekt                                                               | 78    |       |
| 2. Juli  | Alfons Schmeink               | deutscher Politiker                                                               | 98    |       |
| 2. Juli  | Kartal Tibet                  | türkischer Schauspieler, Regisseur und Drehbuchautor                              | 83    |       |
| 2. Juli  | Lise Vidal                    | französische Windsurferin                                                         | 43    |       |
| 1. Juli  | Louis Andriessen              | niederländischer Komponist                                                        | 82    |       |
| 1. Juli  | Theodore C. Bestor            | US-amerikanischer Anthropologe                                                    | 69    |       |
| 1. Juli  | Peter Biele                   | deutscher Schauspieler, Schriftsteller sowie Hörspielautor und -sprecher          | 89    | [ 2 ] |
| 1. Juli  | Antonio Cantisani             | italienischer Erzbischof                                                          | 94    |       |
| 1. Juli  | Josh Culbreath                | US-amerikanischer Leichtathlet                                                    | 88    |       |
| 1. Juli  | Friedhelm Erwe                | deutscher Mathematiker                                                            | 98    |       |
| 1. Juli  | Karl-Heinz Hense              | deutscher Schriftsteller und Journalist                                           | 75    |       |
| 1. Juli  | Steve Kekana                  | südafrikanischer Sänger und Songwriter                                            | 62    |       |
| 1. Juli  | Anna Kubach-Wilmsen           | deutsche Bildhauerin                                                              | 84    |       |
| 1. Juli  | Mathew D. McCubbins           | US-amerikanischer Politikwissenschaftler                                          | 64    |       |
| 1. Juli  | Anton Menth                   | Schweizer Physiker und Manager                                                    | 81    |       |
| 1. Juli  | Sanghamitra Mohanty           | indische Informatikerin                                                           | 68    |       |
| 1. Juli  | Paul-Henri Steinauer          | Schweizer Rechtswissenschaftler                                                   | 72    |       |
| 1. Juli  | Victoria Stelzer              | österreichische Fechterin                                                         | 34    |       |
| 1. Juli  | Eric D. Weitz                 | US-amerikanischer Historiker                                                      | 68    |       |
| 1. Juli  | Del „The Patriot“ Wilkes      | US-amerikanischer Wrestler                                                        | 59    |       |

### Datum unbekannt
| Tag                             | Name             | Beruf, bekannt als           | Alter | Beleg |
| ------------------------------- | ---------------- | ---------------------------- | ----- | ----- |
| Ende Juli                       | Gert Tiedtke     | deutscher Karambolagespieler | 98    |       |
| tot aufgefunden am 24. Juli     | Dieter Brummer   | australischer Schauspieler   | 45    |       |
| Tod bekannt gegeben am 23. Juli | Annelene Hischer | deutsche Schauspielerin      | 90    |       |
| Tod bekannt gegeben am 19. Juli | Simon Terry      | britischer Bogenschütze      | 47    |       |